# Adobe Creative Cloud
Adobe Creative Cloud é um conjunto de aplicativos e serviços da Adobe Inc. que dá aos assinantes acesso a uma coleção de softwares usados para design gráfico, edição de vídeo, desenvolvimento web, fotografia, junto com um conjunto de aplicativos móveis e também alguns serviços em nuvem opcionais. Na Creative Cloud, um serviço de assinatura mensal ou anual é fornecido online. O software da Creative Cloud é baixado da Internet, instalado diretamente em um computador local e usado enquanto a assinatura permanecer válida. Atualizações online e vários idiomas estão incluídos na assinatura CC. A Creative Cloud foi inicialmente hospedada na Amazon Web Services, mas um novo acordo com a Microsoft possui o software, a partir da versão 2017, hospedado no Microsoft Azure.
Anteriormente, a Adobe oferecia produtos individuais, bem como pacotes de software contendo vários produtos (como Adobe Creative Suite ou Adobe eLearning Suite) com uma licença de software perpétua.
A Adobe anunciou a Creative Cloud pela primeira vez em outubro de 2011. Outra versão do Adobe Creative Suite foi lançada no ano seguinte. Em 6 de maio de 2013, a Adobe anunciou que não lançaria novas versões do Creative Suite e que versões futuras de seu software estariam disponíveis apenas por meio da Creative Cloud. As primeiras novas versões feitas apenas para a Creative Cloud foram lançadas em 17 de junho de 2013.

## Aplicativos
A Adobe Creative Cloud retém muitos dos recursos do Adobe Creative Suite e apresenta novos recursos; acima de tudo é a disponibilidade instantânea de atualizações, salvamento na nuvem e compartilhamento mais fácil. Em junho de 2014, a empresa anunciou quatorze novas versões das ferramentas essenciais de desktop da Creative Cloud, quatro novos aplicativos móveis e a disponibilidade de hardware criativo para clientes empresariais, educacionais e de fotografia.

### Pacotes
A Adobe oferece quatro camadas do serviço de assinatura Creative Cloud para pessoas físicas (existem outros tipos para Empresas e Escolas):
- Fotografia, que contém alguns recursos relacionados à fotografia da Adobe Creative Cloud e acesso ao Photoshop CC e Lightroom CC.[14]
- Aplicativo único, que contém todos os recursos da Creative Cloud, além de acesso a um único aplicativo de escolha do usuário no conjunto de uma lista de onze aplicativos selecionados.
- Todos os aplicativos, a camada principal da Creative Cloud que contém todos os recursos da Creative Cloud, além de acesso a todos os aplicativos do pacote.
- Todos os aplicativos + Adobe Stock, que contém todos os recursos padrão da Creative Cloud mais os recursos do Adobe Stock.

Breves descrições dos aplicativos disponíveis na Adobe Creative Cloud individualmente ou como um pacote completo:
- Adobe Acrobat é uma família de software dedicada ao Portable Document Format (PDF) da Adobe. Adobe Acrobat Standard, Adobe Acrobat Professional e Adobe Acrobat Professional Extended permitem a criação de arquivos PDF. Adobe Reader é um aplicativo que permite a leitura de arquivos PDF.[carece de fontes?]
- Adobe After Effects é um software de composição e gráficos de movimento digital publicado pela Adobe Systems. É frequentemente usado na pós-produção de filmes e vídeos.
- Adobe Animate é um software de animação vetorial usado para criar animações interativas com ferramentas de desenho para publicá-las em várias plataformas, como Adobe Flash, Adobe AIR, tela HTML5, WebGL. É o sucessor do Adobe Flash Professional e também inclui recursos do Adobe Edge, que foi descontinuado.
  - Adobe Flash Builder, anteriormente Adobe Flex Builder, é um ambiente de desenvolvimento integrado (IDE) construído na plataforma Eclipse para o desenvolvimento de aplicações de internet rica (RIAs) e aplicativos de plataforma cruzada de desktop para a plataforma Adobe Flash.
  - Adobe Scout, uma ferramenta de criação de perfil para arquivos Flash SWF.
- Adobe Audition é um editor de áudio digital que fornece a interface moderna e o fluxo de trabalho do Adobe Soundbooth com os recursos do Audition.
- Adobe Bridge é um programa organizacional. Seu objetivo principal é vincular as partes do Creative Suite usando um formato semelhante ao navegador de arquivos encontrado nas versões anteriores do Adobe Photoshop.
- Adobe Dreamweaver é uma combinação de aplicativo de desenvolvimento web de código/GUI.
- Adobe Illustrator é um editor de gráficos vetoriais e software de ilustração.
- Adobe InCopy é um aplicativo processador de texto.
- Adobe InDesign é um aplicativo de editoração eletrônica.
- Adobe Dimension (anteriormente Project Felix) é um aplicativo simplificado para criar e renderizar imagens tridimensionais.
- Adobe Muse é um programa de desenvolvimento da web que enfatiza a construção de páginas da web para designers sem foco na escrita de código.
- Adobe Photoshop é um editor de gráficos raster (com funcionalidade significativa de gráficos vetoriais).
  - Adobe Photoshop Lightroom é um processador de fotos e organizador de imagens.
- Adobe Premiere Pro é um aplicativo de software de edição de vídeo baseado em linha do tempo em tempo real. Seus aplicativos relacionados são:
  - Adobe Media Encoder, uma ferramenta para saída de arquivos de vídeo.
  - Adobe Prelude, uma ferramenta para importação (ingestão), revisão e registro de mídia sem fita.
  - Adobe SpeedGrade, uma ferramenta para realizar correções de cores e desenvolver looks para projetos Premiere. SpeedGrade foi descontinuado em 22 de agosto de 2017.[15]

Os seguintes serviços também estão disponíveis:
- Behance é um serviço de portfólio baseado em mídia social online para profissionais criativos.
- Adobe Portfolio é um editor de sites online baseado em mídia social que ajuda os profissionais de criação a criar e gerenciar seus próprios sites personalizados para mostrar seu trabalho criativo.[16]
- Adobe Story Plus é um aplicativo online de pré-produção de roteiro e pré-produção de filme/TV que se integra à família Premiere Pro.
- As fontes da família Typekit estão disponíveis para licenciamento aos membros.
- Adobe Spark é uma família de ferramentas gratuitas de narrativa visual, incluindo Adobe Spark Video, Adobe Spark Page e Adobe Spark Post.[17]
- Hospedagem na Web e espaço e serviço de hospedagem de arquivos baseados em nuvem.

O programa de criação de discos de vídeo Adobe Encore e o editor de imagens Adobe Fireworks foram descontinuados pela Adobe, mas ainda estavam disponíveis para download via Creative Cloud até maio de 2019.
Junto com isso, a Adobe Creative Cloud também oferece aplicativos móveis nas plataformas Android e iOS que estão disponíveis para download gratuito em seus respectivos mercados de aplicativos. Com o Adobe CreativeSync, todos os aplicativos e ativos são conectados entre desktops e dispositivos móveis.
Breves descrições dos aplicativos móveis disponíveis:
- O Adobe Capture CC transforma uma imagem em um tema de cor, padrão, pincel exclusivo. Os recursos de diferentes aplicativos como Adobe Color CC, Shape CC, Brush CC e Hue CC são combinados neste.
- Adobe Illustrator Draw é um aplicativo de desenho vetorial.
- Adobe Photoshop Sketch é um aplicativo de desenho expressivo.
- Adobe Comp CC é um software para criação de layout e design.
- Adobe Preview CC é um aplicativo para visualizar designs móveis.
- Adobe Premiere Clip é um software de edição de vídeo baseado em linha do tempo na plataforma móvel.
- Aplicativos de edição de fotografia e imagem
  - Adobe Lightroom Mobile é um editor de imagens que se assemelha ao Adobe Photoshop Lightroom no desktop.
  - Adobe Photoshop Mix é um editor de imagens raster baseado em camadas.
  - Adobe Photoshop Fix é um software de restauração e retoque para correção de cores de imagens.

## Recepção
A mudança de licenças perpétuas para um modelo de assinatura foi recebida com críticas significativas. Embora o modelo baseado em nuvem da Adobe tenha causado desacordo e incerteza, incitou aborrecimento e conflito, uma pesquisa da CNET e Jefferies revelou que, apesar das reclamações, a maioria de seus 1,4 milhão de assinantes planeja renovar.

### Críticas
Mudando para um modelo de software como serviço, a Adobe anunciou atualizações de recursos mais frequentes para seus produtos e evitou seus ciclos de lançamento tradicionais. Os clientes devem pagar uma taxa de assinatura mensal e, se pararem de pagar, perderão o acesso ao software e também a capacidade de abrir trabalhos salvos em formatos de arquivo proprietários.
Embora os investidores tenham aplaudido a mudança, muitos clientes reagiram negativamente. Essa mudança foi recebida com críticas mistas tanto por corporações quanto por designers independentes, com muitas pessoas expressando seu descontentamento online e por meio de várias petições na Internet. Entre eles estava uma petição Change.org que alcançou mais de trinta mil assinaturas poucas semanas após o anúncio.
A Creative Cloud foi criticada por falha na sincronização de arquivos, um de seus principais recursos. Em maio de 2013, a Adobe anunciou que suspenderia a visualização da área de trabalho de sincronização de arquivos "pelas próximas semanas". Os revisores da Creative Cloud ficaram desapontados com a funcionalidade do armazenamento em nuvem e "estavam longe de estar convencidos com o modelo de assinatura da Adobe". Alguns usuários estavam preocupados com a possibilidade de serem forçados a atualizar o hardware do computador quando ele não fosse mais compatível com a versão atual do software Creative Cloud.
Alguns de seus clientes perderam a confiança na Adobe como empresa e aumentaram a ansiedade. Apesar das críticas significativas dos clientes sobre a mudança da Adobe para preços somente por assinatura, a empresa anunciou que não venderia licenças perpétuas para seu software junto com as assinaturas: "Entendemos que é uma grande mudança, mas estamos muito focados na visão compartilhamos pela Creative Cloud, e planejamos focar todas as nossas inovações na Creative Cloud".
Em maio de 2014, o serviço foi interrompido por mais de um dia devido a uma falha de login, deixando os profissionais gráficos sem acesso à Creative Cloud. A Adobe se desculpou por essa falha global da Creative Cloud. Quando perguntado inicialmente se os clientes seriam compensados, o Atendimento ao Cliente da empresa respondeu: "Não podemos oferecer compensação pela interrupção. Sinto muito novamente pela frustração". Mais tarde, a Adobe anunciou que revisaria a compensação "caso a caso". A interrupção foi fortemente criticada, assim como o modelo de software como serviço da Adobe em geral.
Artigos online começaram a oferecer exemplos de substituições de produtos Adobe, com produtos concorrentes oferecendo alternativas diretamente e lançando promoções para clientes Adobe insatisfeitos. A Adobe, no entanto, afirmou que a Creative Cloud é seu "produto de maior satisfação do cliente no espaço criativo" e que, mesmo antes da mudança da Adobe para um modelo de assinatura pura, "mais de 80% dos clientes que compraram produtos do sítio da Adobe escolheram CC em vez de CS".
Embora se esperasse que a Creative Cloud restringisse a pirataria do Photoshop, que é uma das aplicações de software mais pirateadas, Creative Cloud foi hackeada e seus aplicativos disponibilizados por meios não autorizados um dia após seu lançamento oficial. A Adobe alegou que o plano de pagamento da assinatura tornaria seu software mais acessível para usuários que o piratearam anteriormente.
Em 14 de maio de 2019, alguns usuários da Creative Cloud receberam e-mails da Adobe informando que as licenças para versões anteriores dos aplicativos da Creative Cloud foram encerradas e que os usuários poderiam enfrentar uma ação civil de terceiros se não atualizassem o software em seus computadores pessoais. Um representante da Adobe confirmou a autenticidade da carta. A situação gerou novas críticas ao modelo de negócios somente por assinatura da Adobe.